# Allium anisotepalum
Allium anisotepalum — вид рослин з родини амарилісових (Amaryllidaceae); поширений у Киргизстані, Таджикистані й Узбекистані.

## Поширення
Поширений у Киргизстані, Таджикистані й Узбекистані.